# John Kronmiller
John Kronmiller (ur. 6 grudnia 1858 w Baltimore, zm. 19 czerwca 1928 tamże) – amerykański przedsiębiorca i polityk, członek Partii Republikańskiej. W latach 1909–1911 był przedstawicielem trzeciego okręgu wyborczego w stanie Maryland w Izbie Reprezentantów Stanów Zjednoczonych.